# Clase Kagerō
La Clase Kagerō fue una clase de destructores compuesta de 19 unidades, que sirvieron en la Armada Imperial Japonesa durante la Segunda Guerra Mundial. 

## Historia
Esta clase de destructores fueron incorporados a la Armada Imperial Japonesa entre 1938 y 1941. Todos ellos excepto el Yukikaze resultaron hundidos en combate durante la Segunda Guerra Mundial. Concretamente seis sucumbieron ante un ataque aéreo, cinco por ataque submarino, cinco en combate con otras unidades de superficie, y los dos restantes por una combinación de minas y ataque aéreo. Tras la guerra, el Yukikaze fue cedido a la Armada de la República de China.

## Destructores de la Clase Kagerō
- Akigumo
- Amatsukaze
- Arashi
- Hagikaze
- Hamakaze
- Hatsukaze
- Hayashio
- Isokaze
- Kagerō
- Kuroshio
- Maikaze
- Natsushio
- Nowaki
- Oyashio
- Shiranuhi
- Tanikaze
- Tokitsukaze
- Urakaze
- Yukikaze